# Julia Hoydis
Julia Hoydis (* 1979 in Berlin) ist eine deutsche Anglistin und Literaturwissenschaftlerin. Sie lehrt und forscht im Bereich der anglophonen Literatur- und Kulturwissenschaft. Seit September 2024 ist sie Professorin für Englische Literaturwissenschaft vom 18. bis 21. Jahrhundert am Institut für Anglistik der Universität Graz.

## Leben
Hoydis studierte Englische Philologie, Medienwissenschaften und Philosophie an der Universität zu Köln, wo sie 2010 summa cum laude im Bereich der postkolonialen Studien mit einer Arbeit über Ethik und Storytelling im Werk des indischen Autors Amitav Ghosh promovierte. Ihre Habilitation verfasste sie mit dem Titel "Risk and the English Novel. From Defoe to McEwan" (2018).
Sie war Associate Director und wissenschaftliche Koordinatorin des Zentrums für Multidisciplinary Environmental Studies in the Humanities (MESH) an der Universität zu Köln (2022–2023) sowie Professorin an der Universität Klagenfurt. Zudem lehrte sie an den Universitäten Duisburg-Essen, Köln und Cambridge (Murray Edwards College) und war im Rahmen einer befristeten Professur bereits 2020–2021 an der Universität Graz tätig. Seit 2019 ist sie Herausgeberin der open access Zeitschrift Anglistik: International Journal of English Studies.
Ihre Forschungsschwerpunkten sind die Geschichte und Entwicklung des englischen Romans (vom 18. Jahrhundert bis in die Gegenwart), Erzähltheorie, Literatur und (Natur)Wissenschaft, Posthumanismus und neuere digitale Erzählformen (inklusive Literatur und KI), postkoloniale Studien sowie Ecocriticism/Environmental Humanities. Aktuell forscht sie insbesondere zu Klimawandelnarrativen, u. a. in dem vom FWF geförderten Verbundprojekt "Just Futures? An Interdisciplinary Approach to Cultural Climate Models" (2023–2026), das sie zusammen mit David Higgins (Universität Leeds) leitet und das sich mit Fragen von Generationengerechtigkeit und Vorstellungen von Klimazukünften in verschiedenen Medien beschäftigt. Zuvor war sie Principal Investigator des Projekts "Climate Change Literacy" (VolkswagenStiftung, 2021–2023).